# HD 129116
HD 129116 — двойная звезда в северо-восточной части созвездия Центавра. Находится примерно в 325 световых годах от Солнца на основе параллакса.
Имеет абсолютную звездную величину −1,07
. Она известна в обозначении Байера как b Центавра или как HD 129116 в каталоге Генри Дрейпера.
Имеет бело-голубой оттенок и слабо видна невооруженным глазом с видимой звёздной величиной +4,01. Звезда является вероятным (вероятность 93%) членом движущейся группы звезд Sco OB2.

## b Центавра A
b Центавра A это звезда главной последовательности спектрального класса B3V, что указывает на то, что она участвует в ядерном синтезе водорода для выработки энергии.
b Центавра A была использован в качестве «стандартной звезды» в нескольких фотометрических системах и, как представляется, не является переменной. Возраст b Центавра A — 18 млн лет, она имеет высокую скорость вращения, а прогнозируемая скорость вращения составляет 129 км/с. Масса b Центавра A в 6,3 раза больше массы Солнца, радиус — в 2,9 раза больше радиуса Солнца. Она излучает из своей фотосферы в 637 раза больше светимости Солнца при эффективной температуре 18 445 К.

## b Центавра B
Звезда b Центавра B является жёлтым карликом с температурой около 4590 К. Её возраст не более чем 7,1 млрд лет. Масса звезды равна 0,68 солнечной массы, а радиус — 0,78 радиуса Солнца.

## Планетная система
В 2021 году ESO, используя инструмент SPHERE на VLT, объявила об открытии методом прямого наблюдения экзопланеты b Центавра b или  b Центавра AB b с массой 10,9 MJ.